# 克劳德·安布罗斯·罗杰斯
克劳德·安布罗斯·罗杰斯（英語：Claude Ambrose Rogers，1920年11月1日—2005年12月5日），英国数学家，伦敦大学学院荣誉教授，主要从事泛函分析和几何数论的研究。皇家学会院士。

## 生平
1920年生于剑桥，幼年时随家人搬至北伦敦生活，曾就读于伯克姆斯特德寄宿学校。1938年进入伦敦大学学院学习数学，第二次世界大战期间被疏散至班戈。1946年，他担任伦敦大学学院数学系讲师，同时在伯贝克学院攻读博士，1952年被授予博士学位。1954年受聘为伯明翰大学教授。1958年回到伦敦大学学院担任数学教授。1959年当选皇家学会院士。1970年至1972年，担任倫敦數學學會主席。1977年获得德摩根奖章。1986年退休。